# Disastro ambientale di Brumadinho

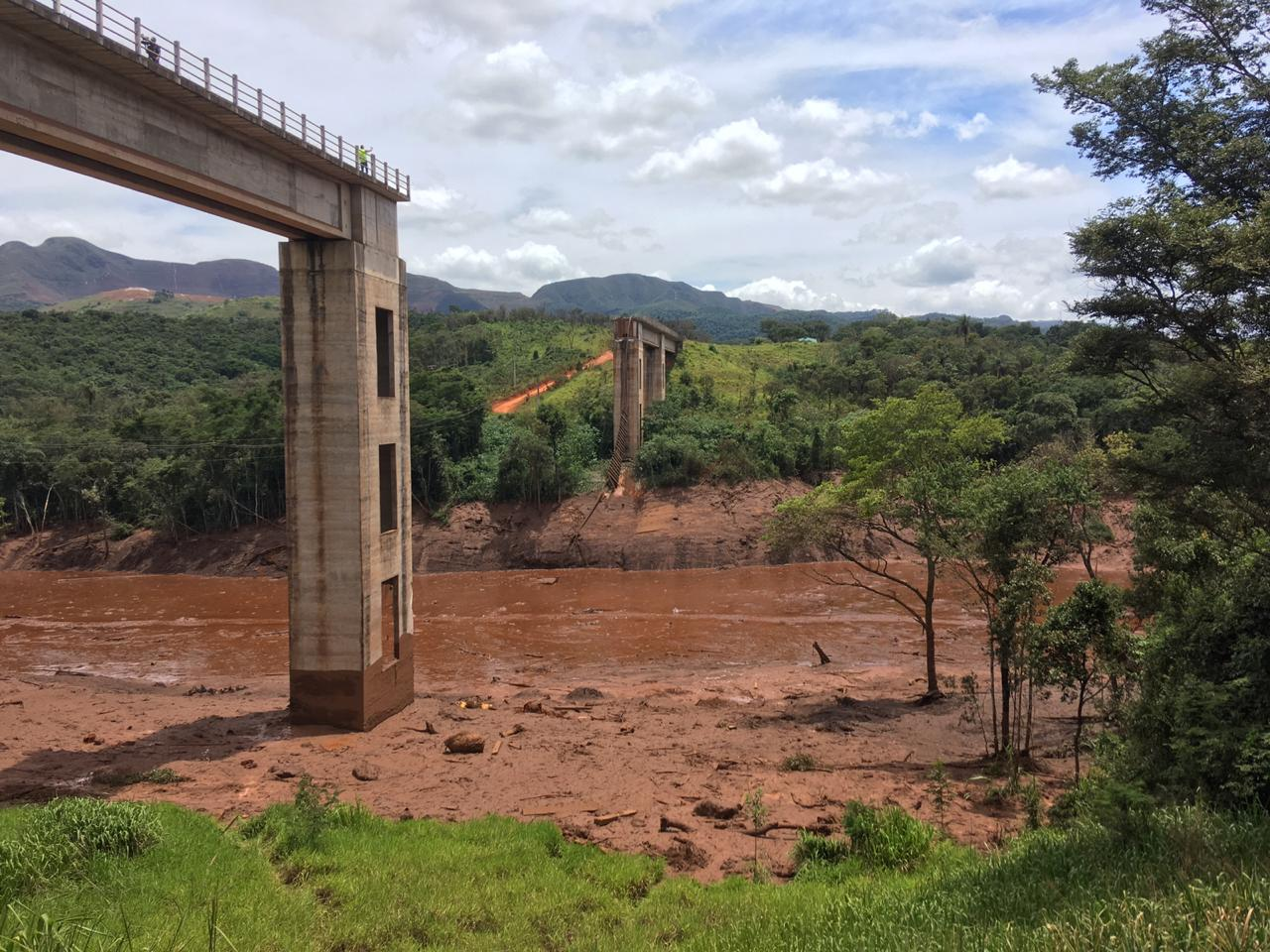
Fiume pieno di fango

Il disastro ambientale di Brumadinho è una catastrofe avvenuta nel pomeriggio del 25 gennaio 2019 a seguito del cedimento di un bacino di decantazione di una miniera di ferro presso il villaggio di Córrego do Feijão, a Brumadinho, nello Stato brasiliano del Minas Gerais.
Il crollo della diga ha provocato la morte di almeno 272 persone, mentre altre 22 sono rimaste disperse.
Sono in corso indagini per stabilire le responsabilità, da parte delle procure di Belo Horizonte e di Monaco di Baviera in quanto i controlli sulla sicurezza e stabilità della diga erano stati fatti da una società brasiliana succursale della ditta tedesca di certificazioni TÜV SUD .
In Febbraio 2021, il gruppo Vale che gestiva il sito ha accettato di pagare 7 milioni di dollari in compensazione della tragedia.
Una simulazione computerizzata ha concluso che lavori di perforazione hanno causato la liquefazione delle sabbie e poi il crollo della diga, confermando le ipotesi della polizia federale. Il gruppo Vale sostiene, a propria giustificazione, che non c'erano segnali di un possibile cedimento della struttura, il quale sarebbe stato causato da una serie di circostanze particolarmente sfavorevoli.